# Tropheops tropheops
Tropheops tropheops är en fiskart som först beskrevs av Regan 1922.  Tropheops tropheops ingår i släktet Tropheops och familjen Cichlidae. IUCN kategoriserar arten globalt som sårbar. Inga underarter finns listade i Catalogue of Life.